# キュロス・シリンダー
キュロス・シリンダー（キュロスの円筒、英語: Cyrus Cylinder、ペルシア語: منشور کوروش）は、アケメネス朝ペルシアのキュロス大王の功績を称える文章が印刻された古代の遺物。現在、ロンドンの大英博物館に所蔵されている。

## 概要
キュロス・シリンダーは、1879年にホルムズド・ラッサムがバビロンのマルドゥク神殿を発掘したときに発見した断片で、35行からなるアッカド語の刻文が記されていた。これに続く36行目から45行目までをイェール大学が所蔵していることが後に明らかになった。冒頭の3行は破損していてほとんど読めない。

## 内容
刻文の内容は、まずバビロニア王（ナボニドゥス）がマルドゥク神に罪を得たことを述べ、怒ったマルドゥク神がアンシャン王であったキュロスに世界の王としての地位を与えたと記す。キュロスはマルドゥク神の命令によって諸国を征服し、バビロンに無血入城した(1-19行)。
ついでキュロスの一人称による記述になり、キュロスはテイスペスの子孫たる自分の家系を記す。キュロスはバビロニアの民衆に安寧をもたらすものであること、マルドゥク神がキュロスとその軍隊を祝福していると述べる。各地の王が貢ぎ物を持ってキュロスを訪れてひざまずいた。キュロスは信仰を奪われた各国に対してその神々の像を返し、ナボニドゥスがバビロンに連れ去った各地の住民を元の国に返した。キュロスは諸国の人々がキュロスとカンビュセスのために祈るように命じた。
最後に、自分が多くの生贄をささげ、またバビロンを囲む城壁を築いていることを述べている。バビロンの町の建設中にアッシュールバニパルの碑文を発見したことが記されている。

## 聖書との関係
キュロス・シリンダーの文章は、それだけ読めばキュロス2世によるプロパガンダの文章であるが、旧約聖書の歴代誌下36章、エズラ記の1章および6章、イザヤ書44章に見える、キュロスがバビロン捕囚でバビロンに移住させられた人々を解放し、神殿の再建を許した記事を裏付けるものとして注目された。ただし、キュロス・シリンダー自身はとくにユダヤ人については何も記していない。

## 近代のプロパガンダ
モハンマド・レザー・パフラヴィーは、1971年にイラン建国二千五百年祭典を開催し、キュロス・シリンダーを「史上最初の人権宣言」と呼んで、そのレプリカを国際連合に贈り、国際連合の6つの公用語に翻訳した。